# Is-Swatar
Swatar, familièrement appelé Is-Swatar et Tas-Swatar, est une petite ville de République de Malte située à Birkirkara et à Msida sur l’île de Malte. En 2015, elle comptait plus de 5 100 habitants, en environ 1 600 familles. Swatar a sa propre paroisse depuis le 8 novembre 2006, par un décret officiel de l'évêque de Malte, Monseigneur Pawlu Cremona.
Swatar est située sur une colline. Elle se trouve à proximité de l'hôpital Mater Dei (en) et de l'université de Malte, dans une zone de Msida connue sous le nom de Tal-Qroqq. Swatar se trouve également à côté des zones de Tal-Qattus et de Ta' Paris à Birkirkara. Swatar a essentiellement été constituée de terres agricoles, jusqu'à la seconde moitié du XXe siècle.
Certains bâtiments, notamment des fermes, ont été construits sous le règne de l'Ordre de Saint-Jean. La plupart des bâtiments actuels ont été construits quelque temps après la Seconde Guerre mondiale et consistent en des quartiers modernes. Une activité économique importante se déroule du côté de la rocade de Birkirkara.

## Histoire
Swatar est une terre agricole depuis la période arabe à Malte, alors même qu'elle n'était pas considérée comme une zone de référence à part entière. Sous l'Ordre de Saint-Jean, la zone est restée largement inhabitée, mais les zones environnantes étaient à la fois des zones agricoles et des zones de chasse. La zone a commencé à être peuplée principalement après la Seconde Guerre mondiale, lorsque plusieurs familles ont commencé à s'installer en dehors des villes. Dans les années 1970 et 1980, le gouvernement maltais a accordé des avantages financiers pour l'acquisition et la construction de terrains aux familles qui s'y sont installées ; des programmes similaires ont été mis en place dans l'ensemble de Malte.
Swatar dispose de son propre service spirituel, assuré par l'Église catholique depuis 1989, et est devenu une paroisse distincte en 2008.

## Administration
Swatar fait toujours partie intégrante des conseils locaux de Birkirkara et de Msida, mais possède sa propre administration, le Comité d'administration de Swatar,. Le Parti Travailliste remporte généralement le vote populaire.

## Photos

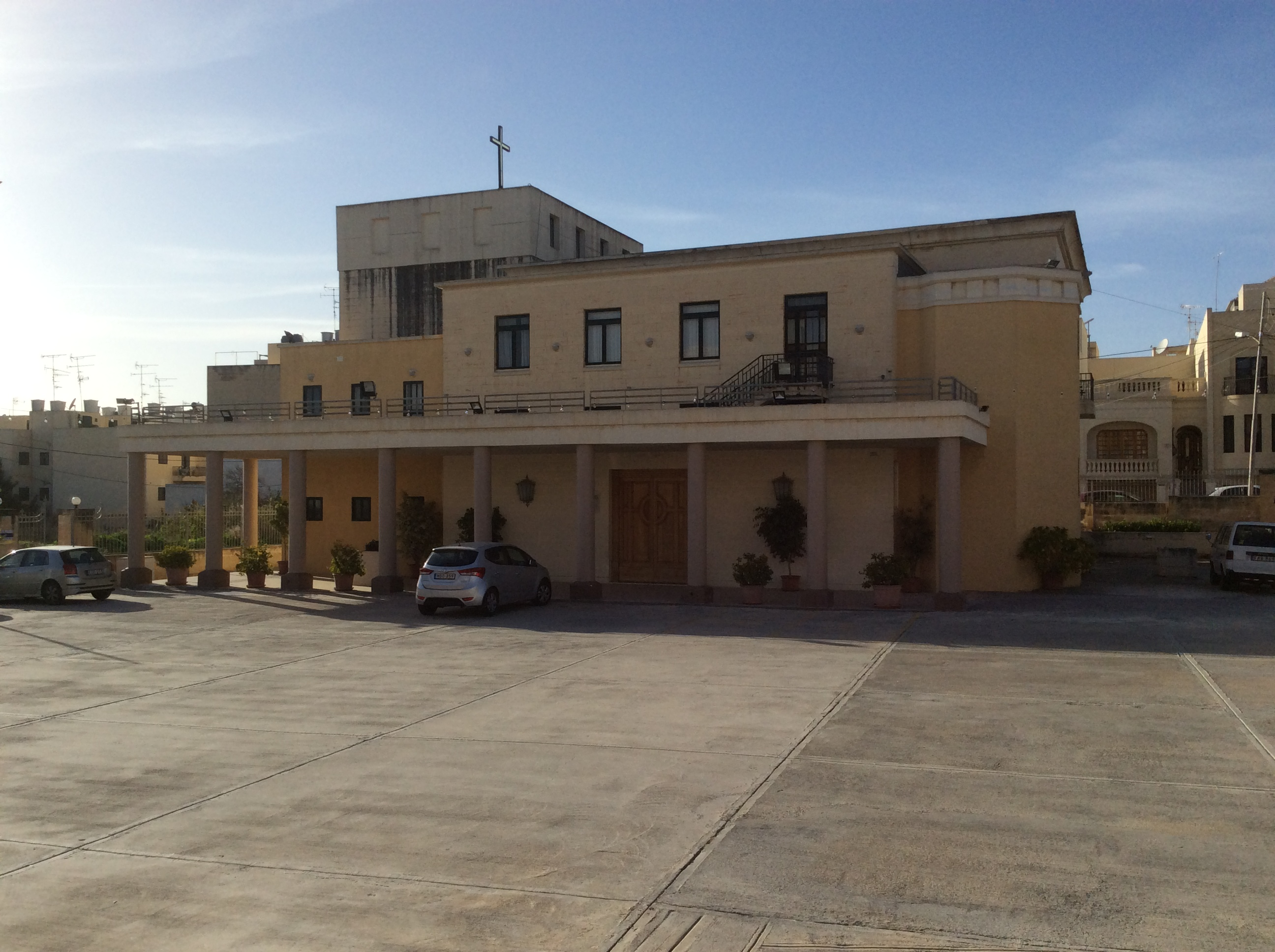
Église paroissiale de St Ġorġ Preca
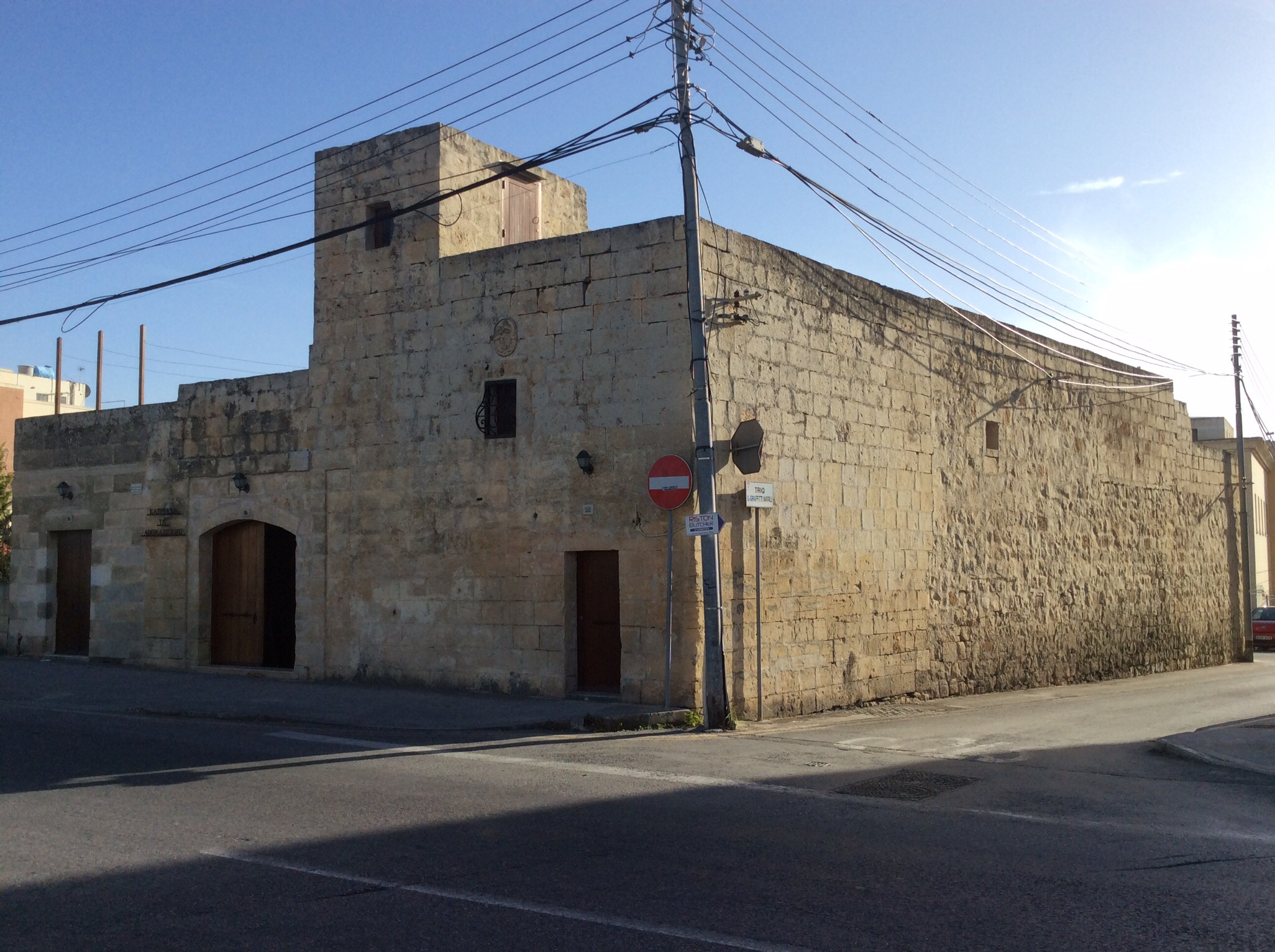
Centre pastoral de la Ferme
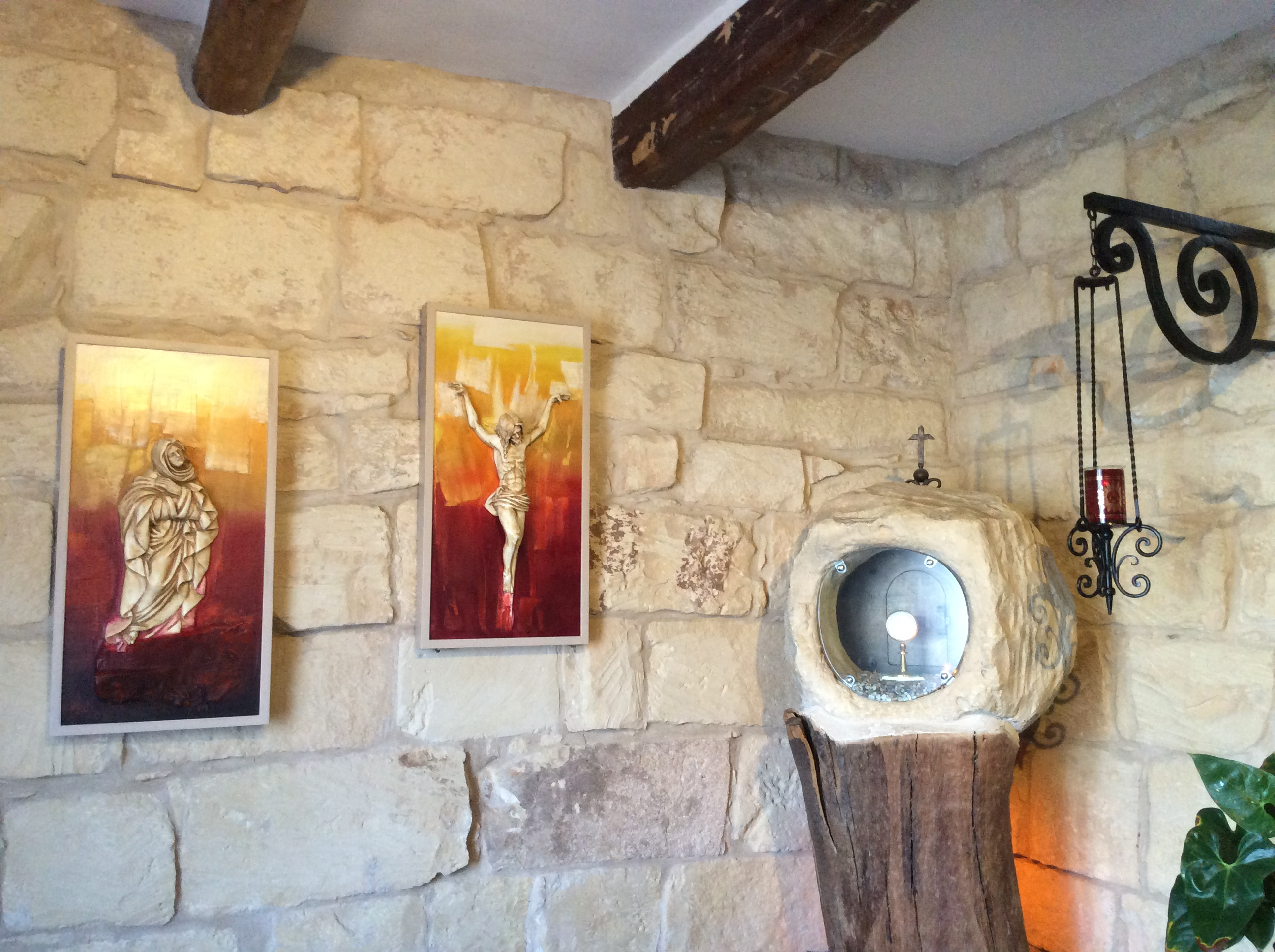
Intérieur de la Chapelle de l'Adoration (ferme)
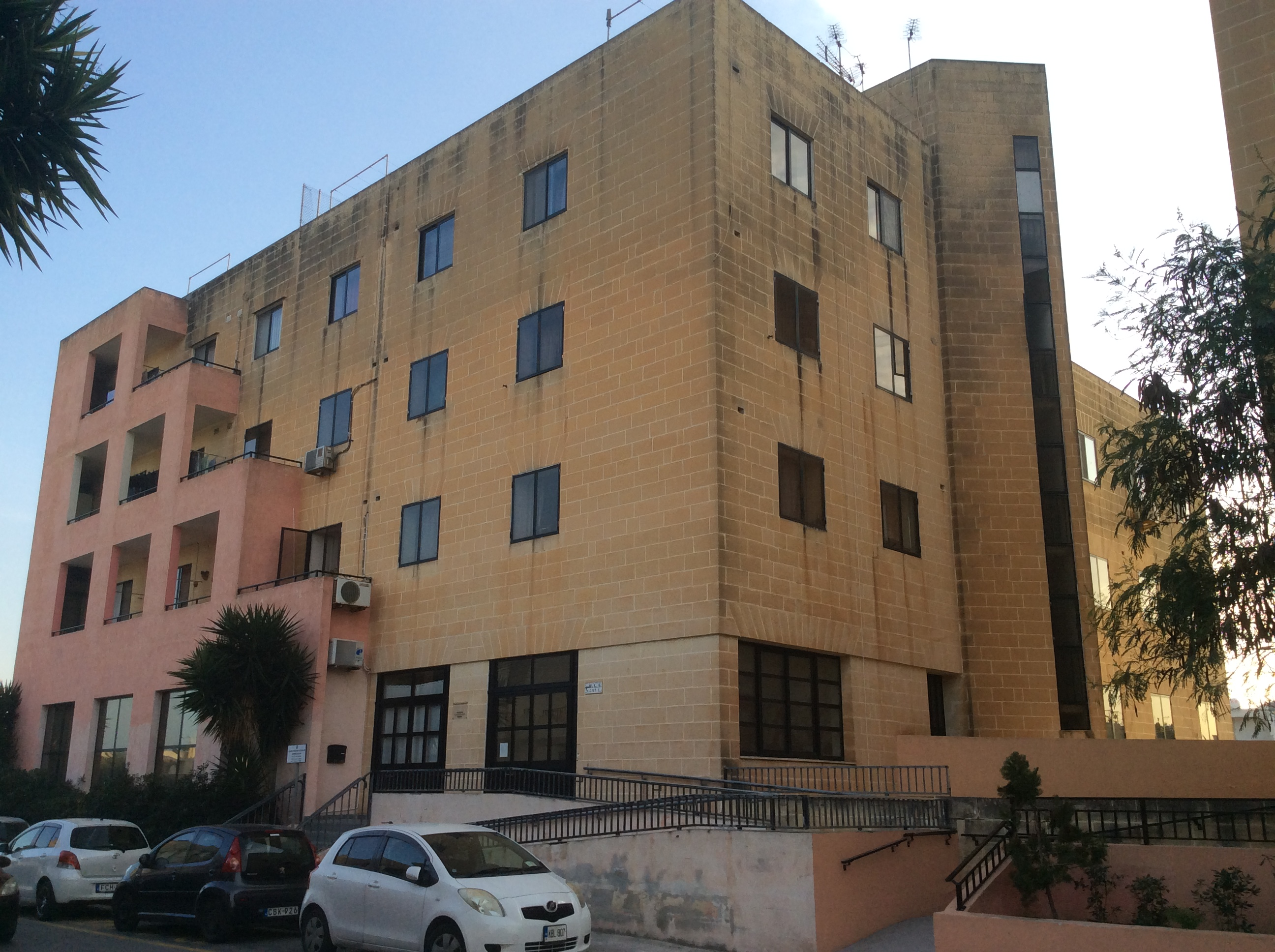
Centre pour personnes handicapées
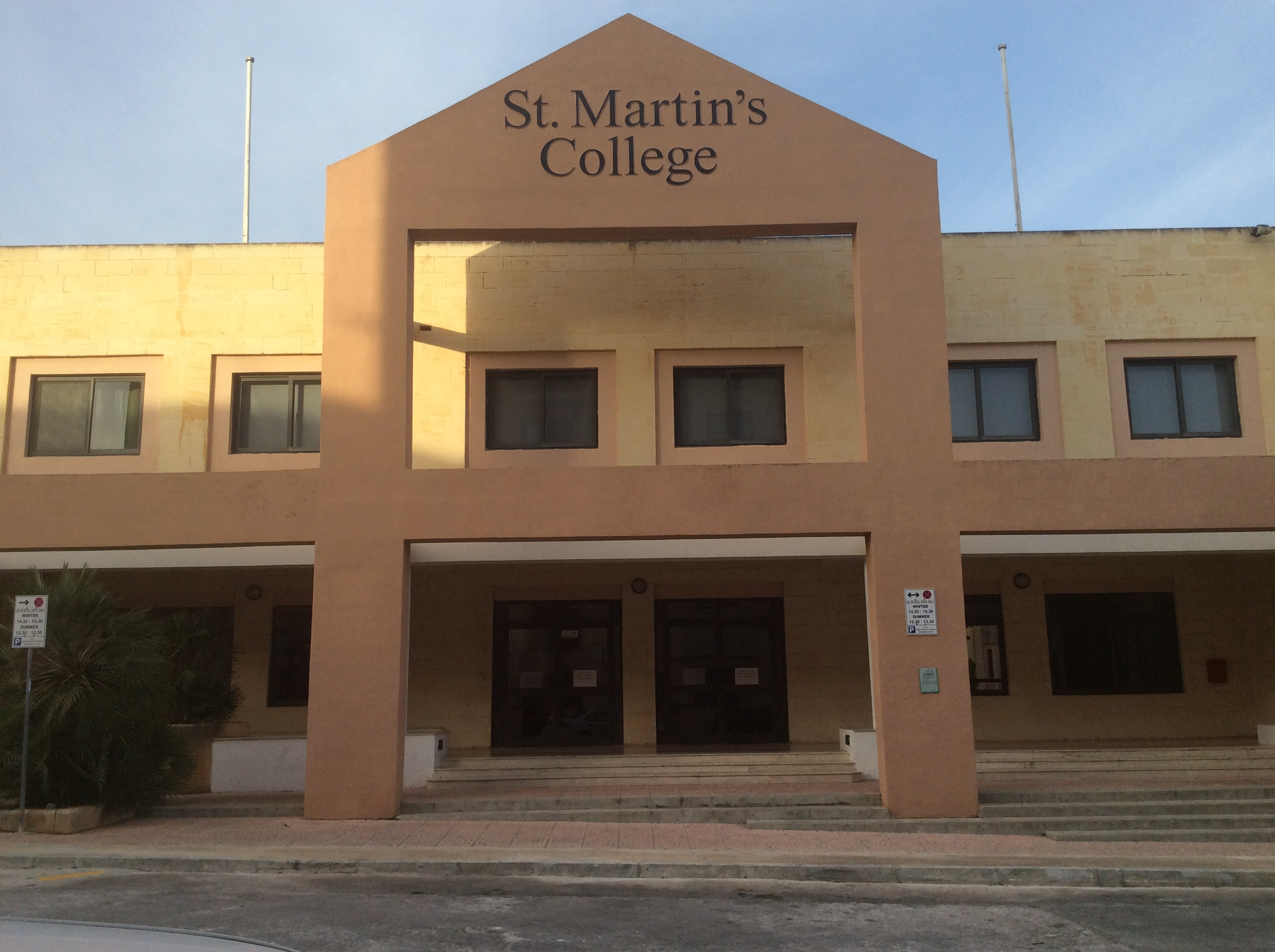
Collège St Martin's

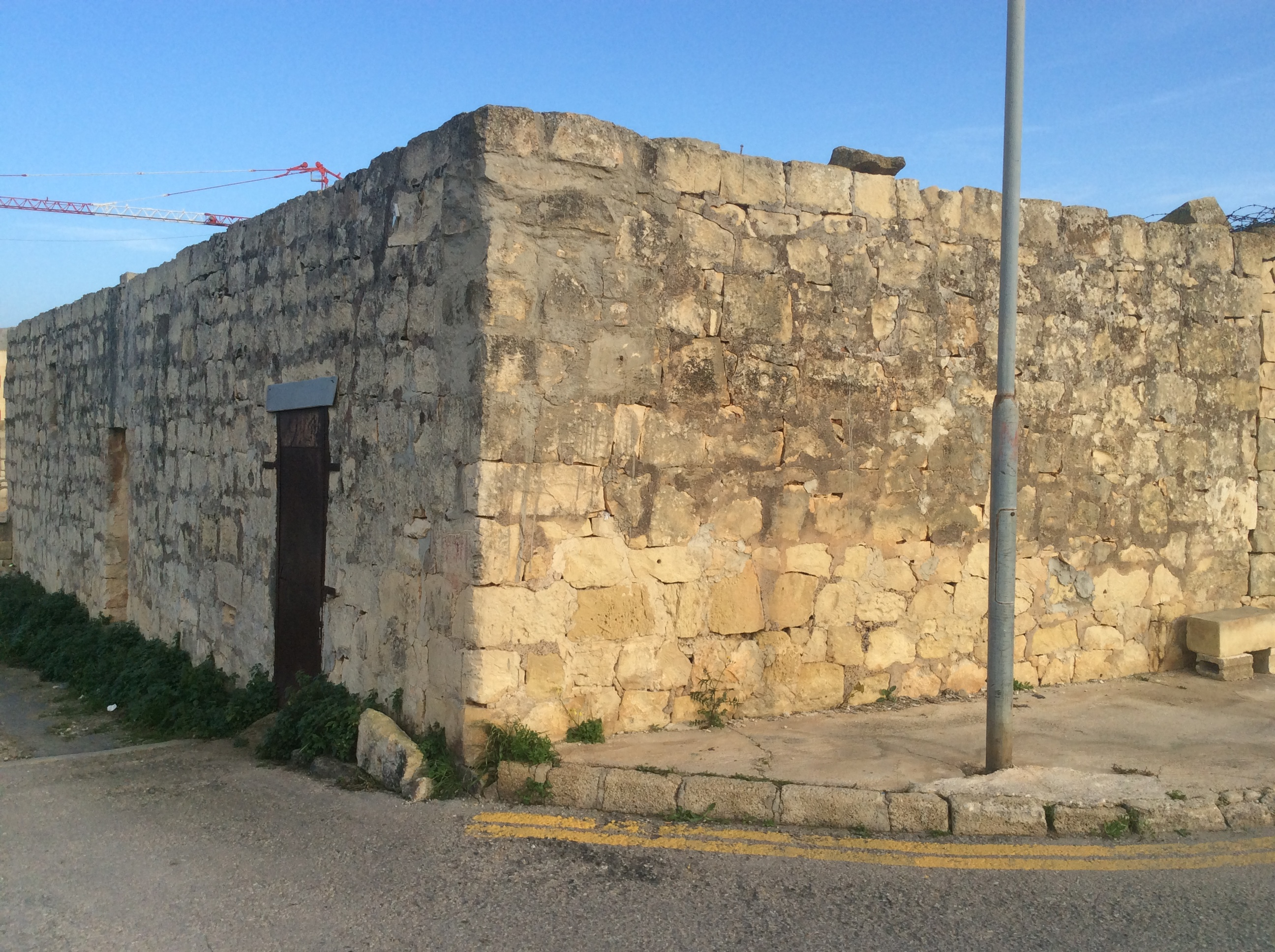
Ferme bâtie en 1714
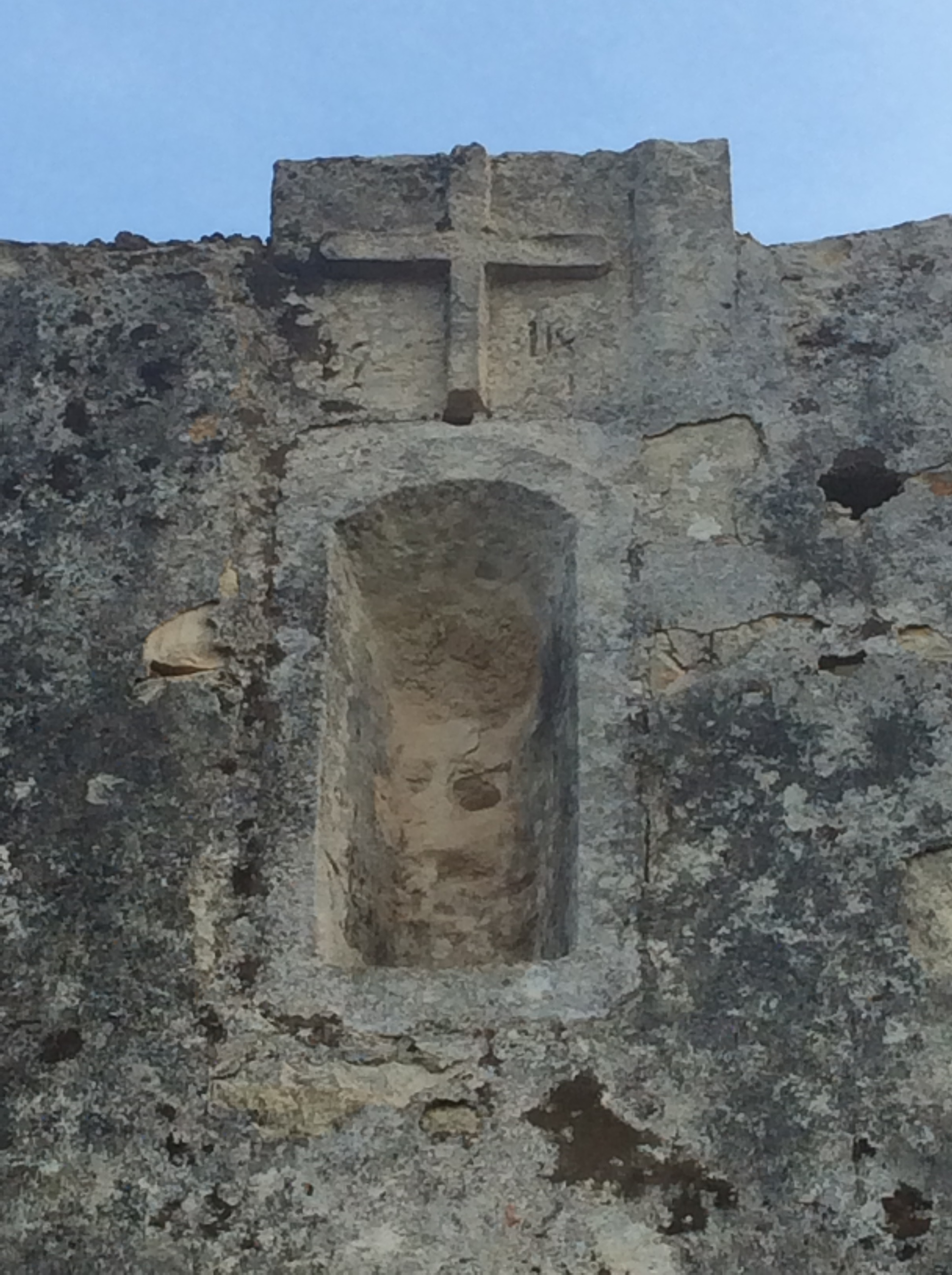
Niche avec la date 1714
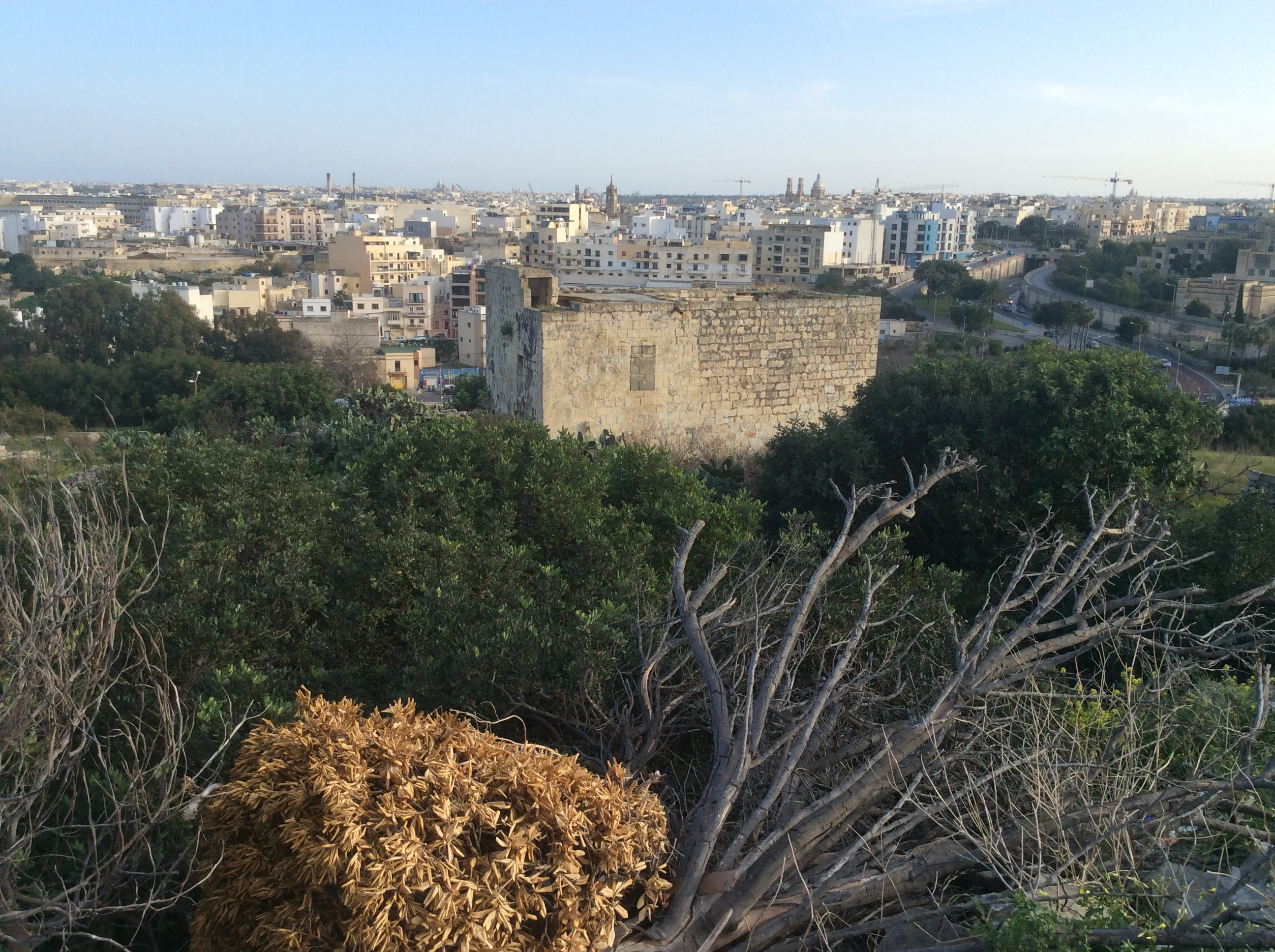
Ferme construite sous le règne de l'Ordre de Saint-Jean
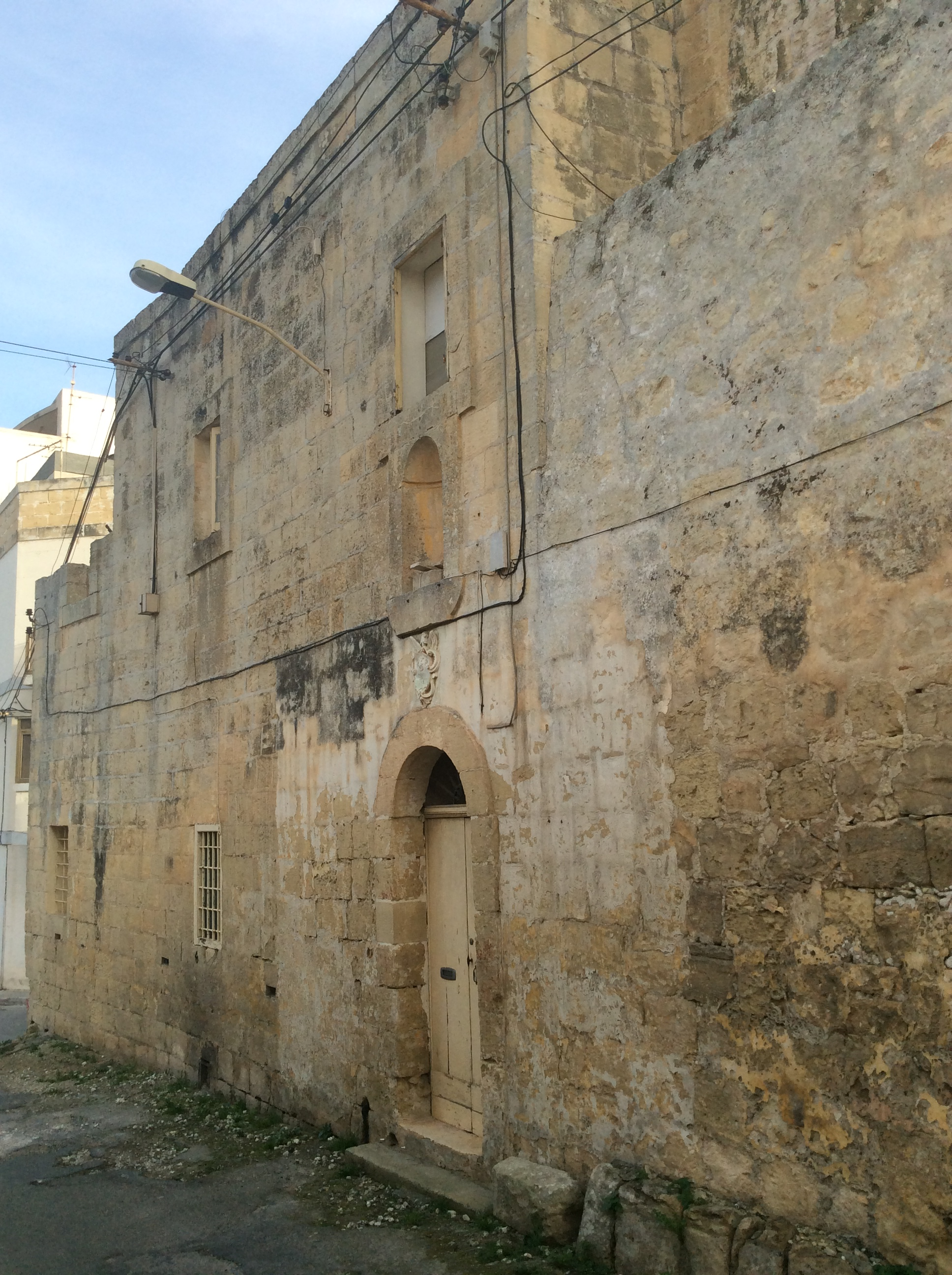
Ferme proche de l'université de Malte

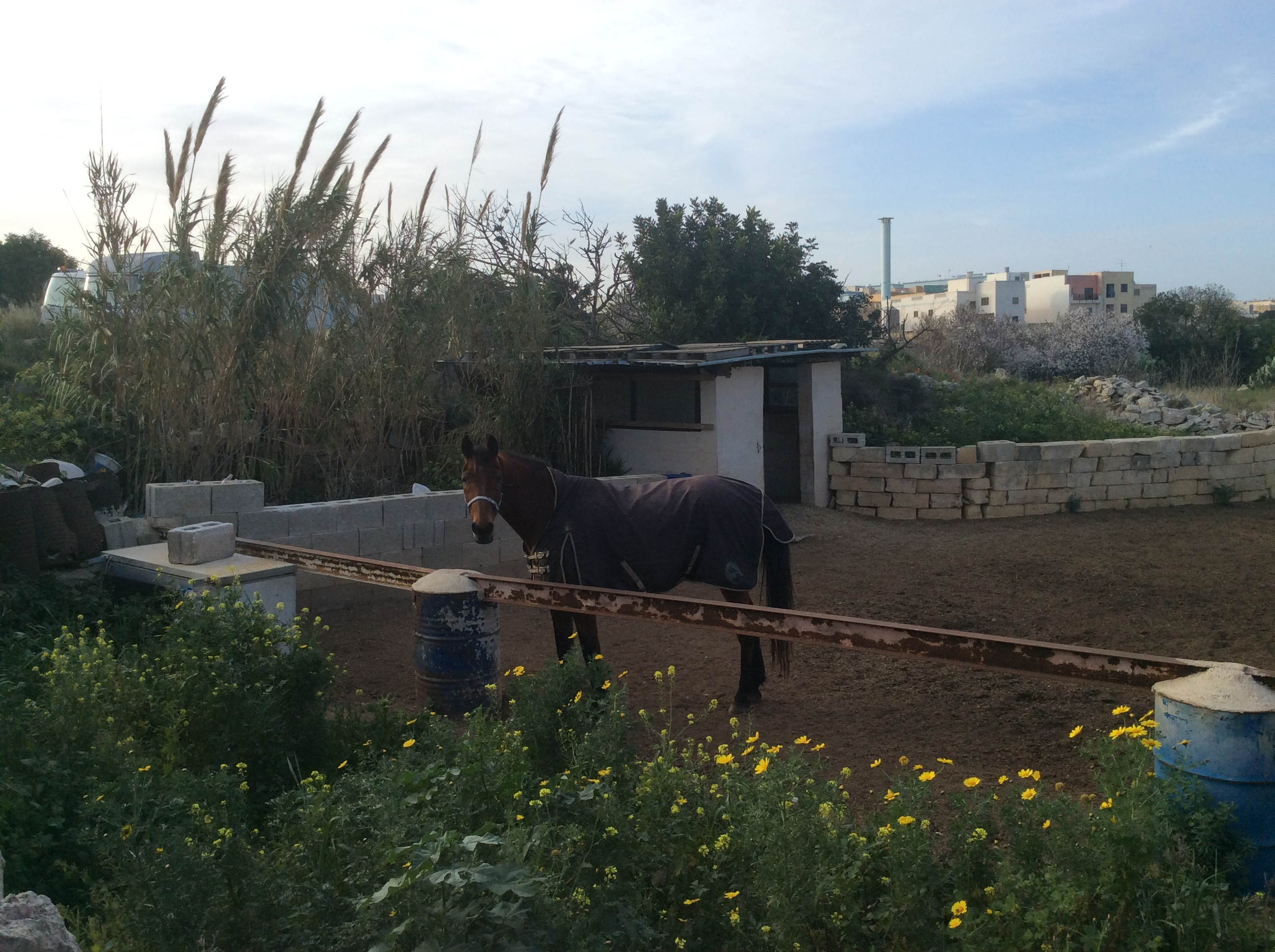
Étable à Swatar
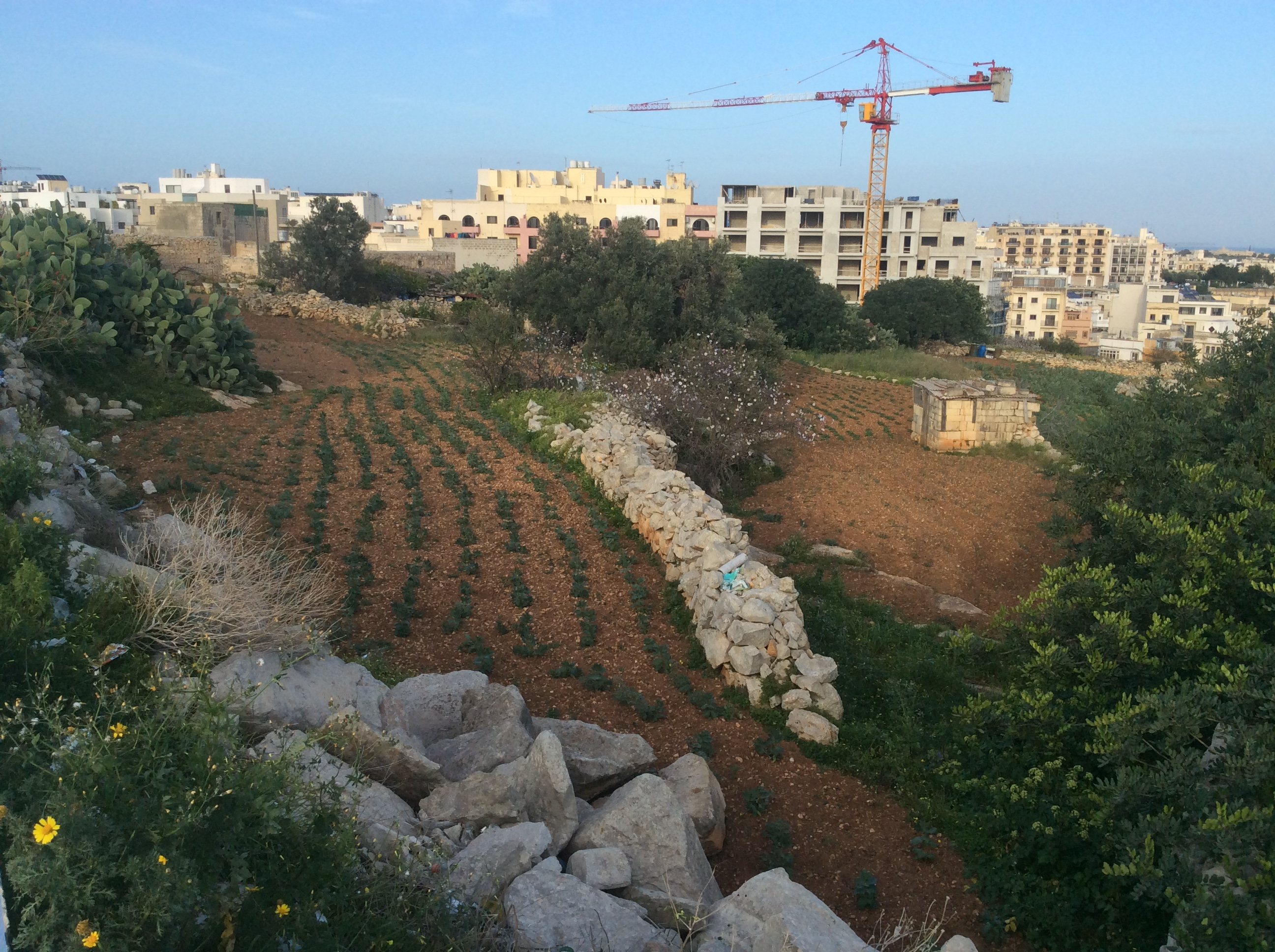
Terres agricoles au-dessus de Msida
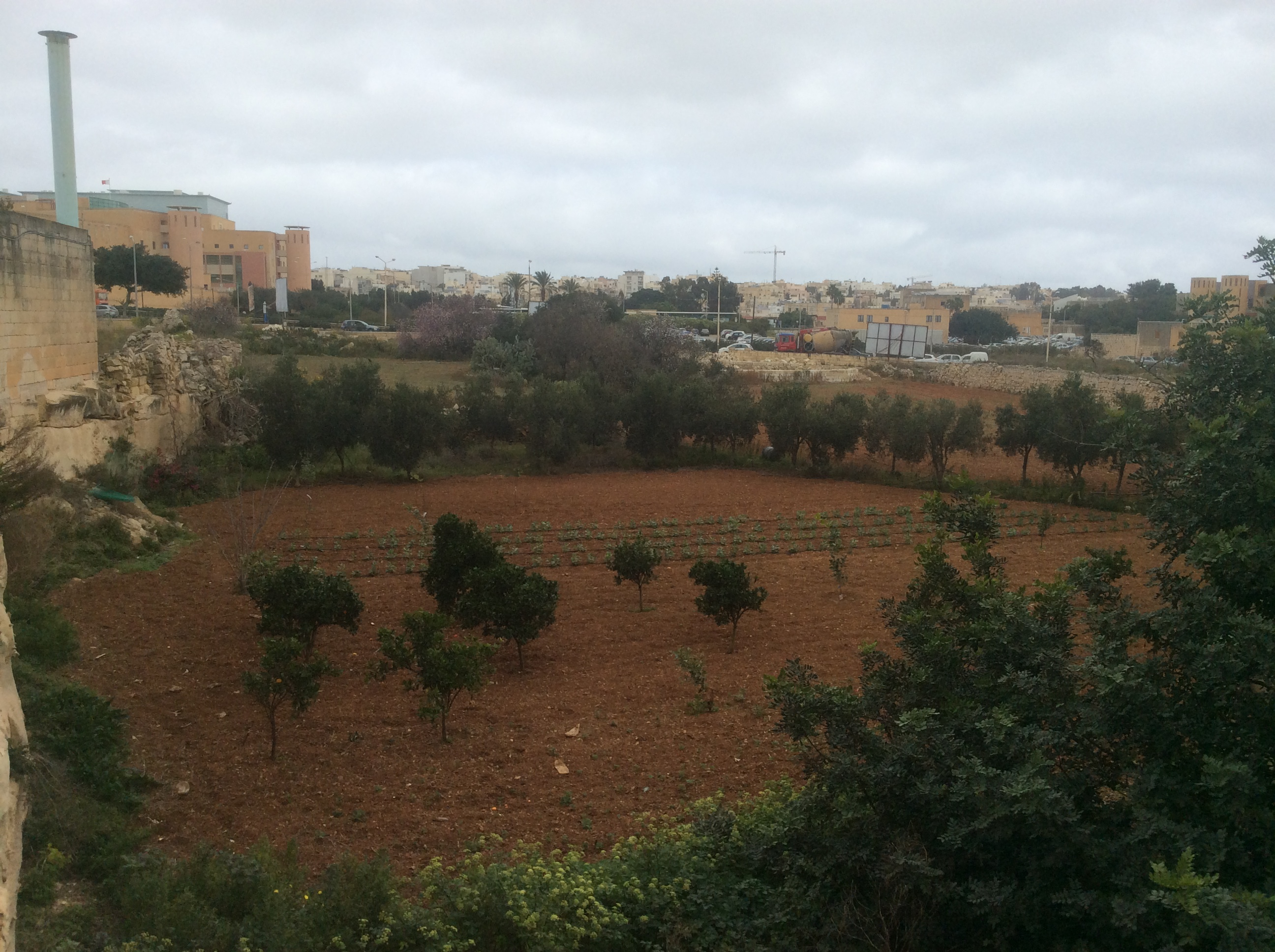
Terres agricoles au-dessus de Tal-Qroqq
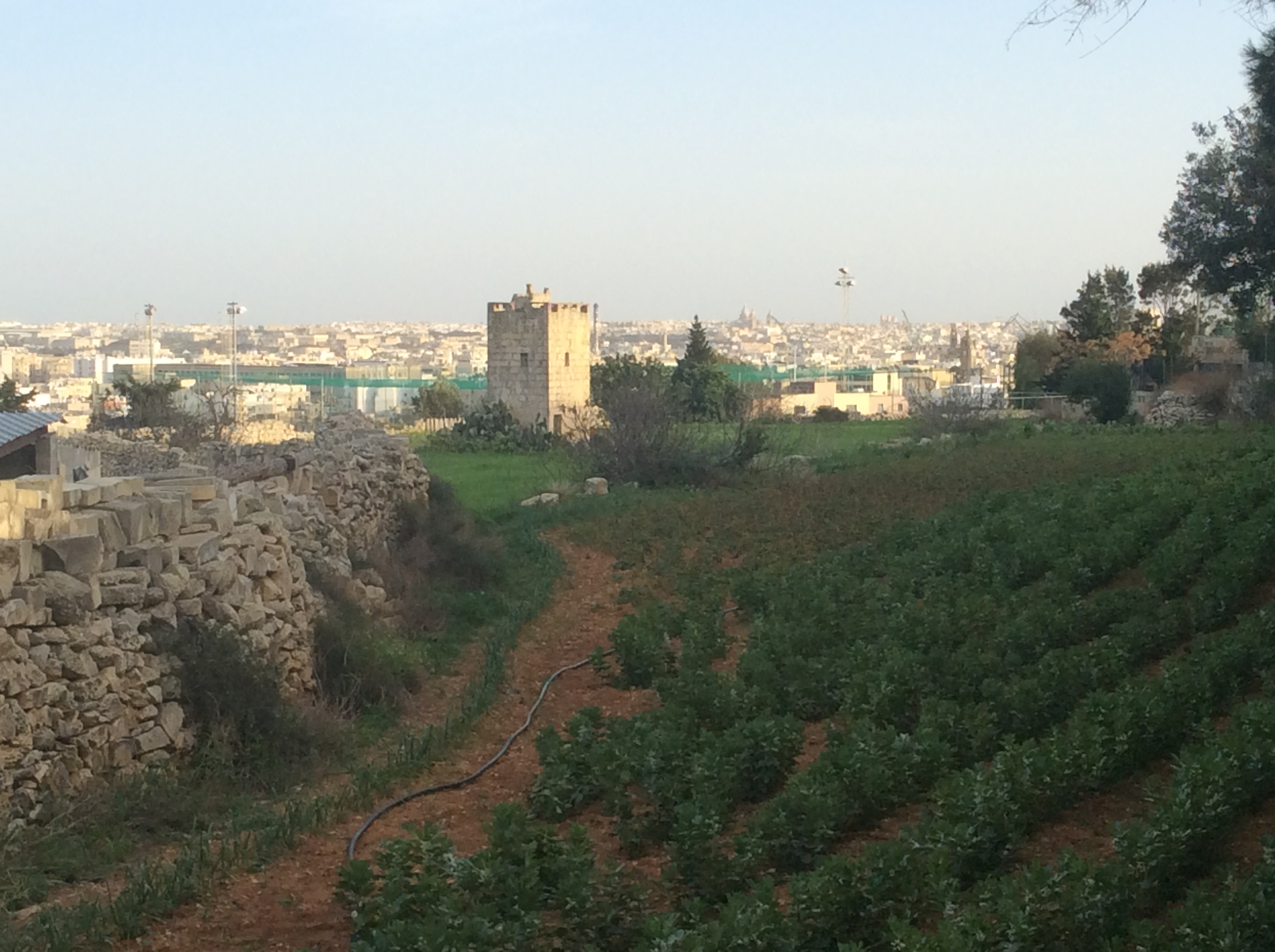
Terre cultivée, avec une fabrique de jardin

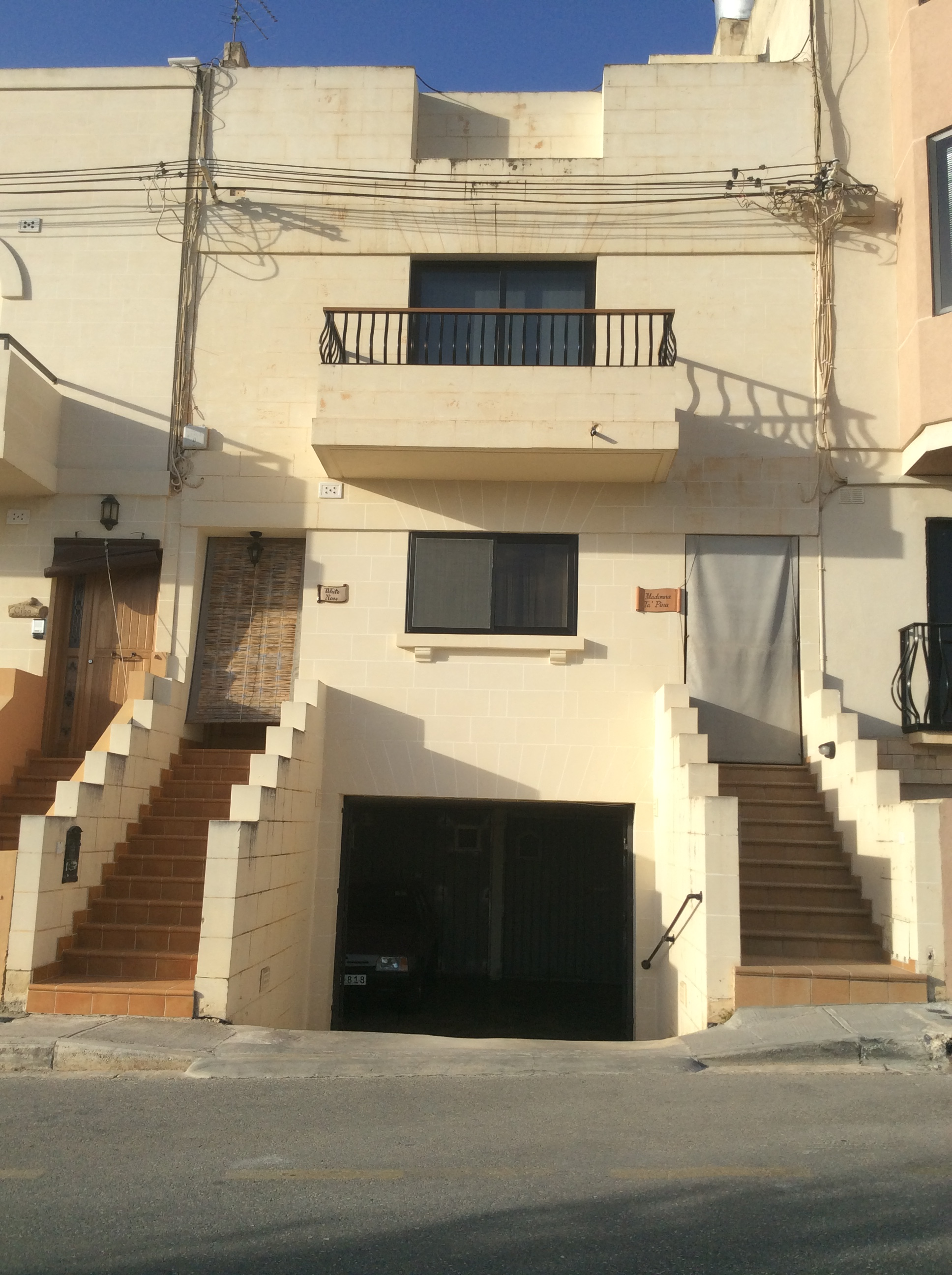
Maisons
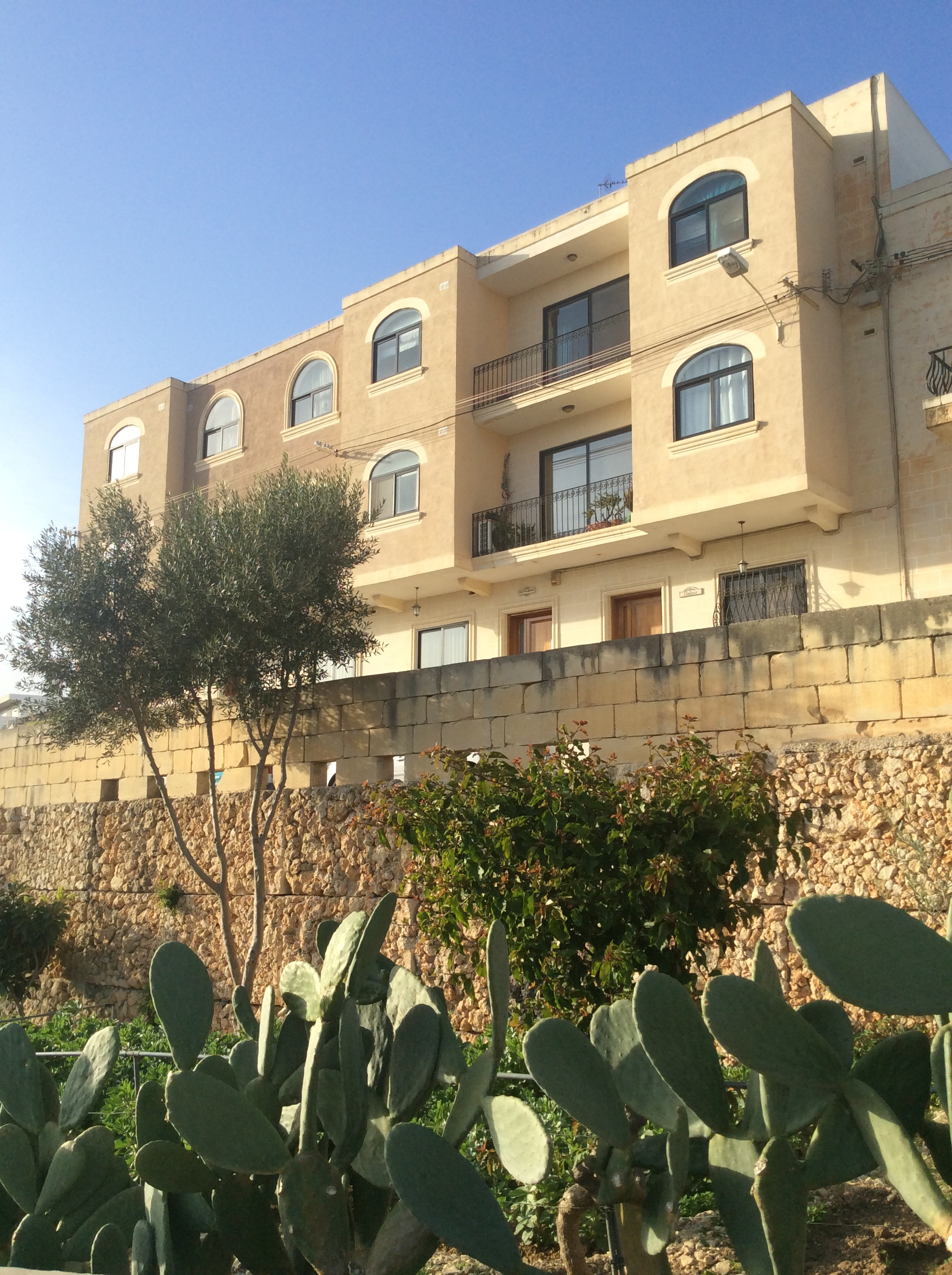
Appartements
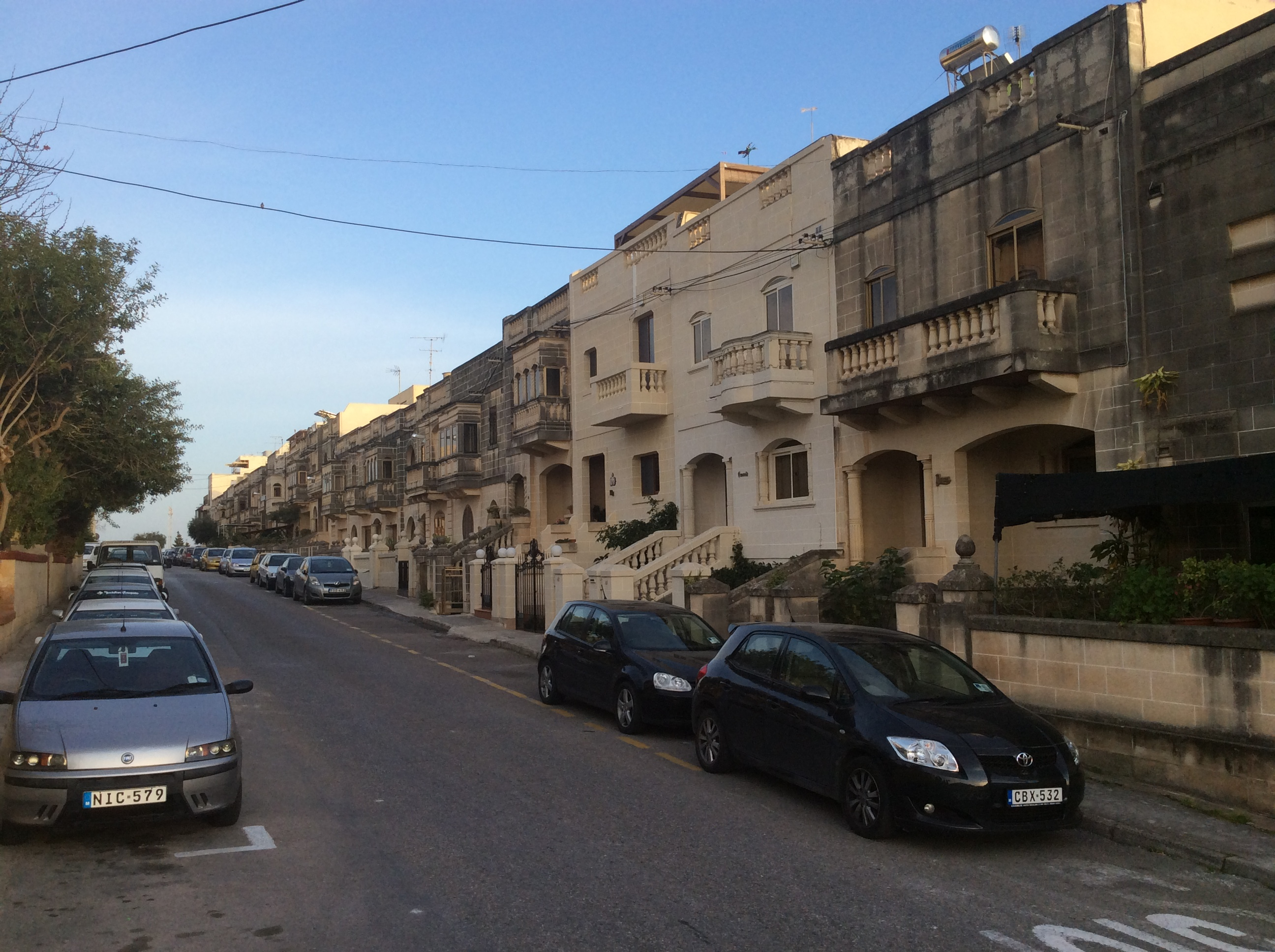
Quartier typique de Swatar

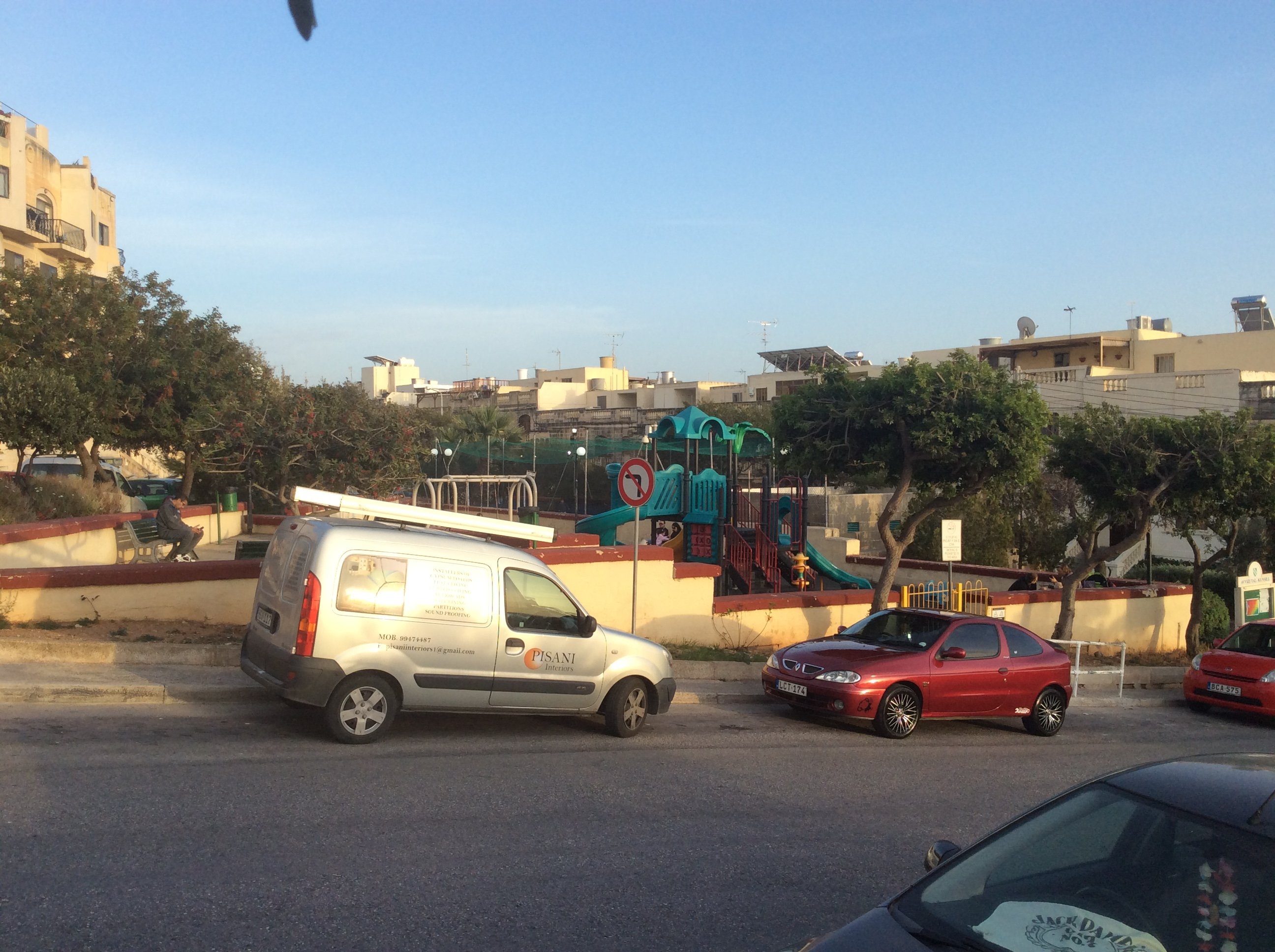
Aire de jeux
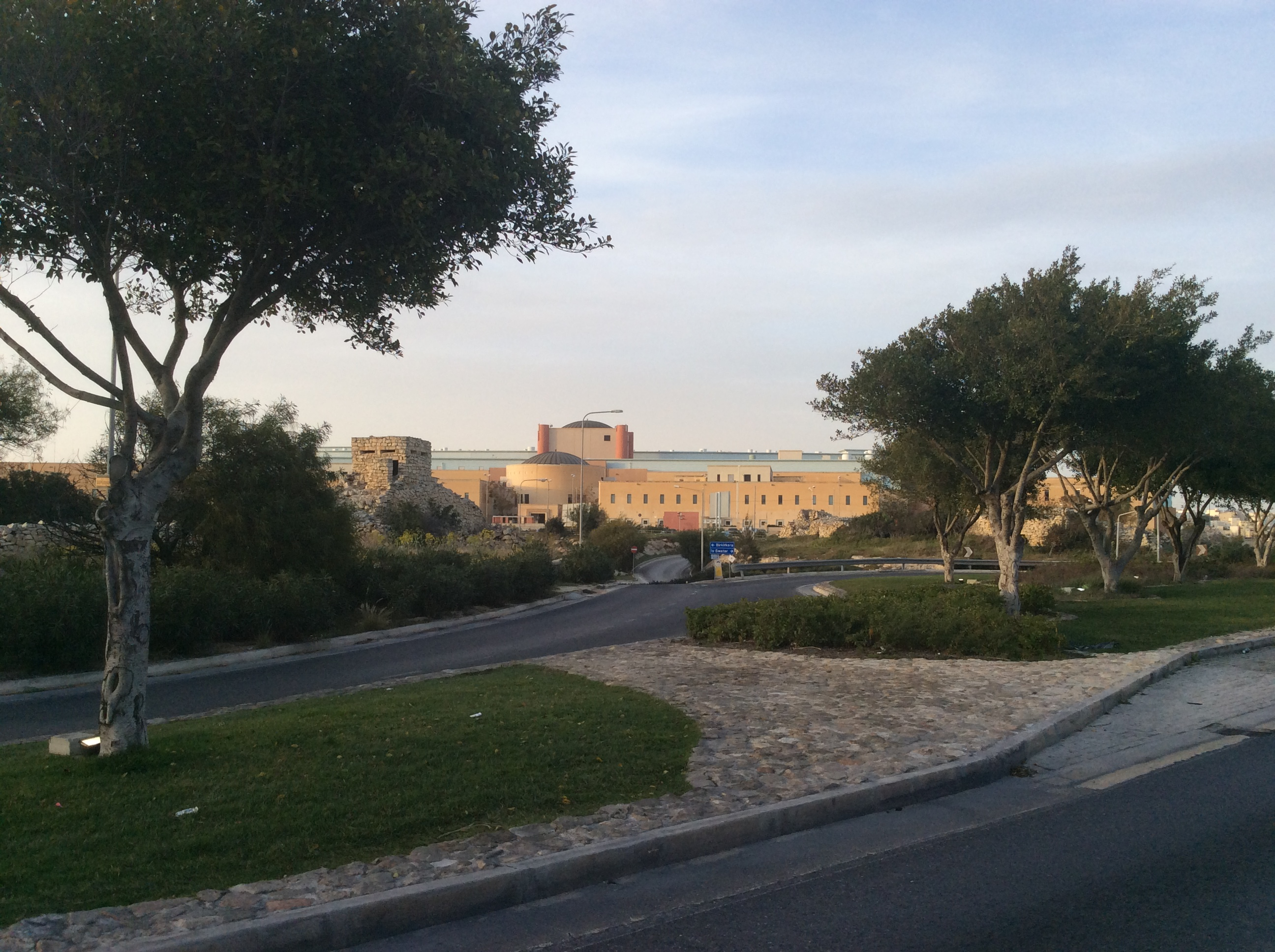
Bunker de la seconde guerre mondiale en limite de Swatar

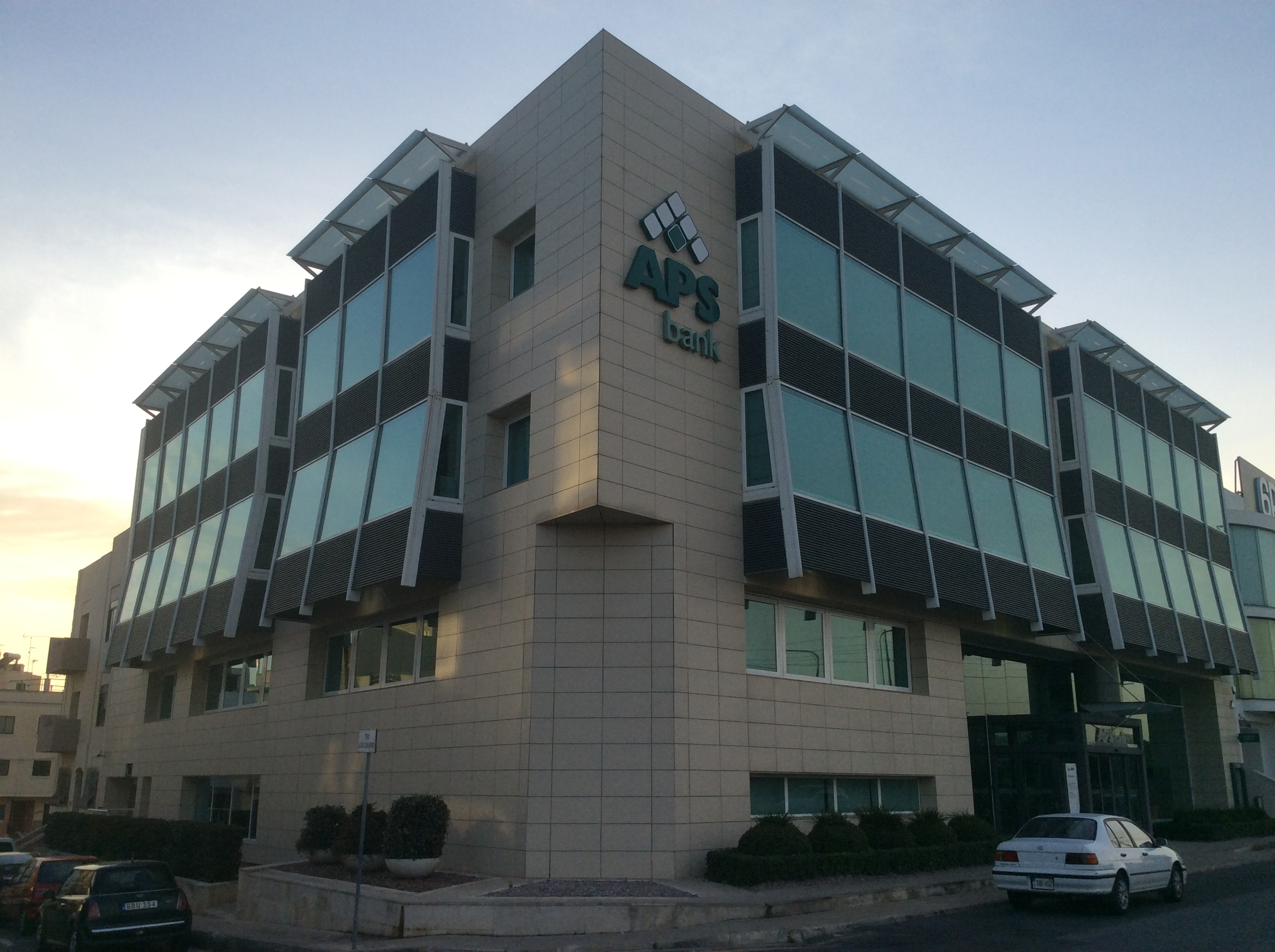
Siège de l'APS Bank
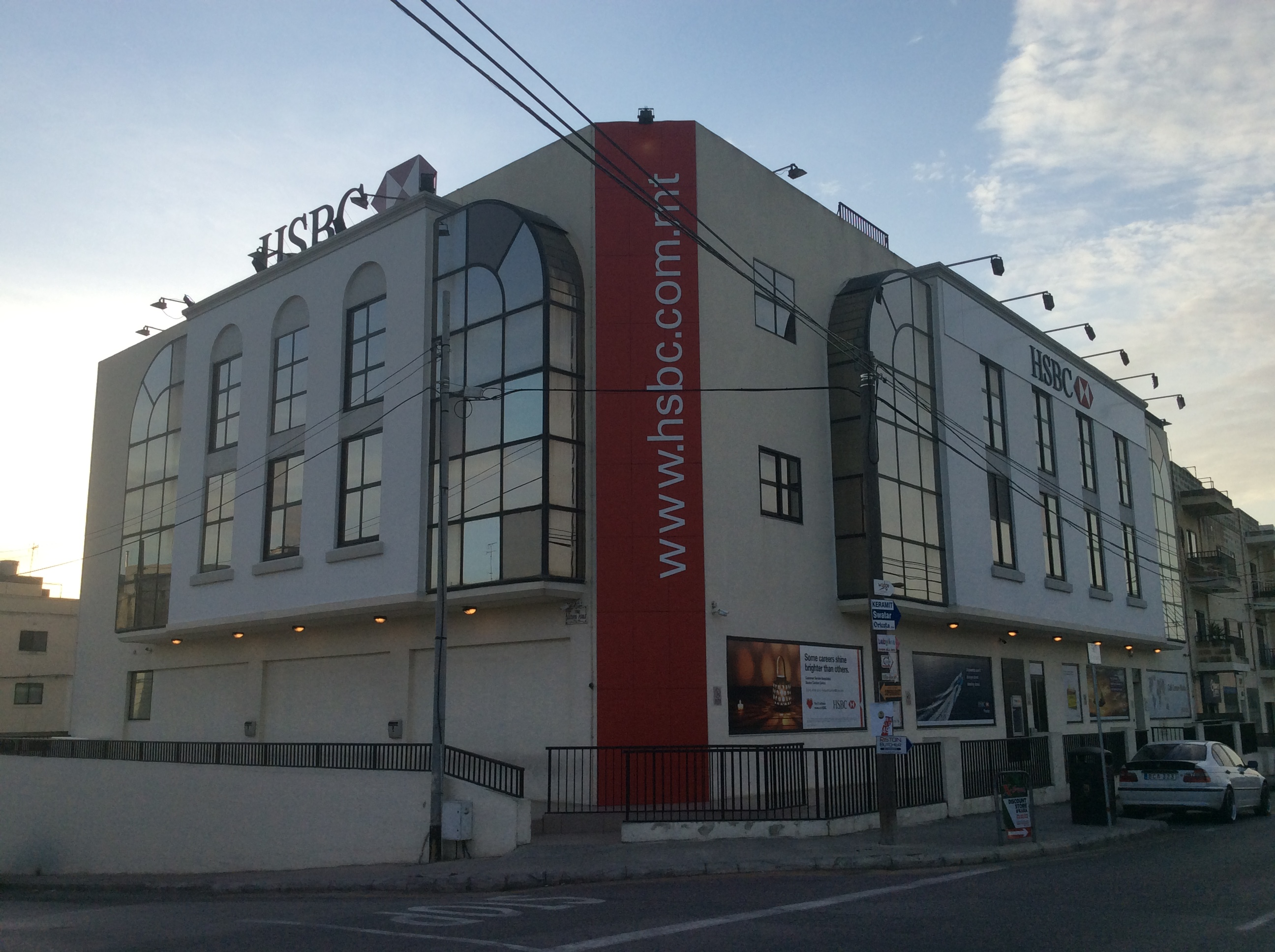
Centre d'appel d'HSBC
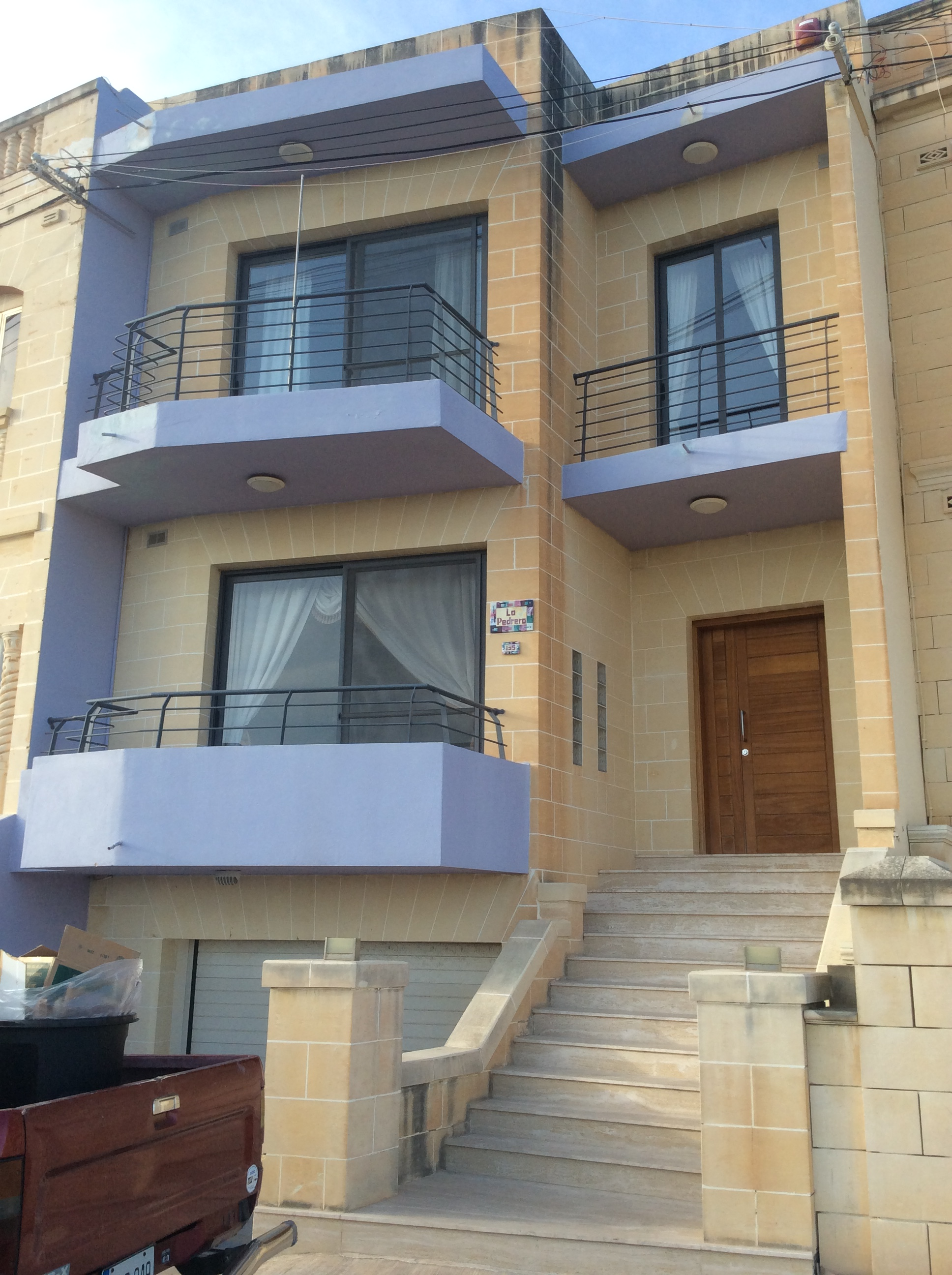
Ancien centre de méditation
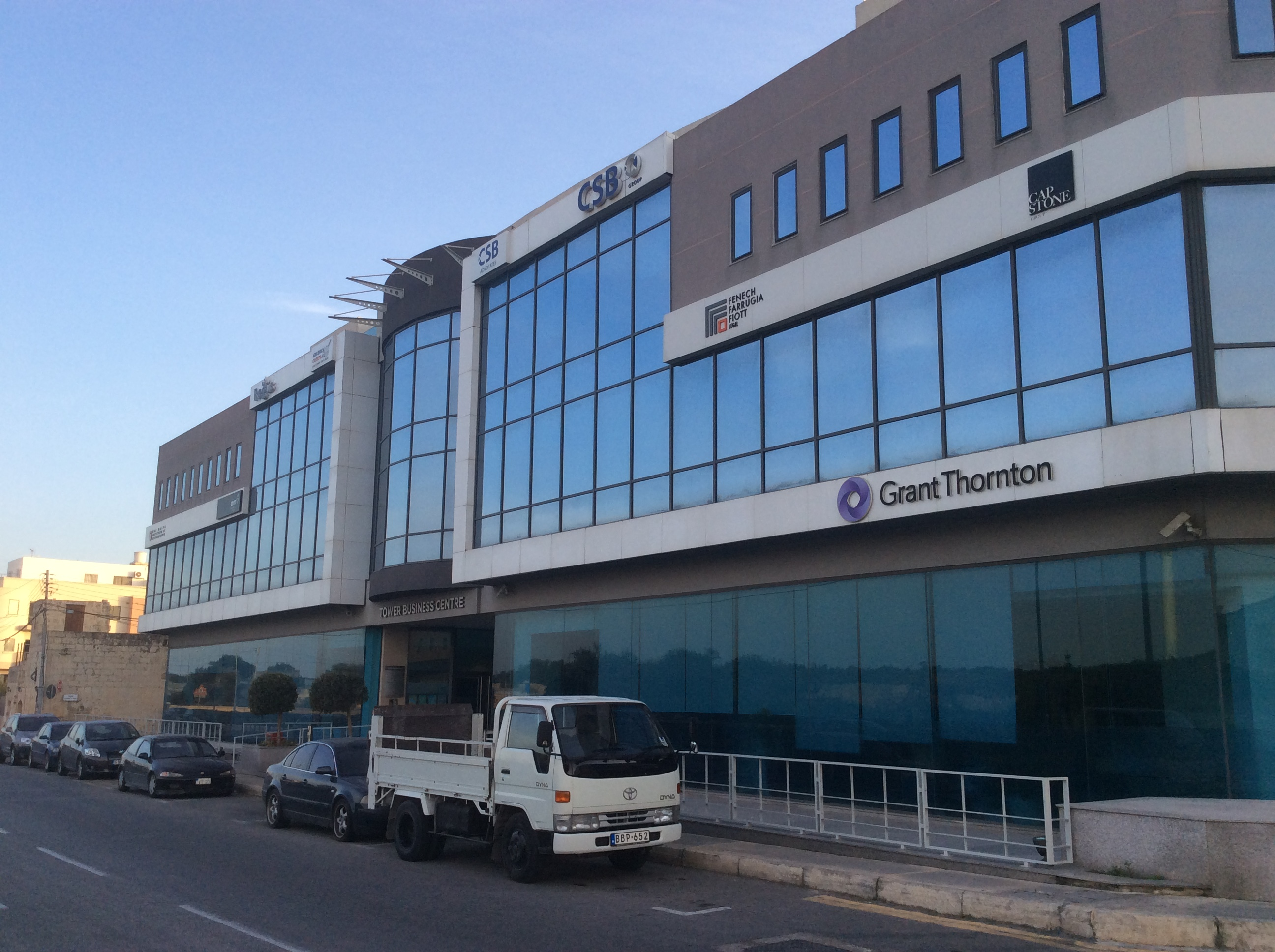
Bâtiment de bureaux